# مجدي (اسم)
مجدي هو اسم علم مذكر من أصل عربي، ومعناه هو منسوب إلى «مجد».

## شخصيات تحمل الاسم
- مجدي الجلاد (صحفي مصري، 1964 – )
- مجدي تراوي (لاعب كرة قدم تونسي، 13 ديسمبر 1983[2] – )
- مجدي صديق (لاعب كرة قدم قطري، 3 سبتمبر 1985[3] – )
- مجدي طلبة (لاعب كرة قدم مصري، 24 فبراير 1964[4] – )
- مجدي عبد الغني (لاعب كرة قدم مصري، 27 يوليو 1959[5] – )
- مجدي عطوة (لاعب كرة قدم مصري، 7 أبريل 1983[6] – )
- مجدي علام (سياسي إيطالي، 22 أبريل 1952 – )
- مجدي مهنا (صحفي مصري، 1957 – 2008)
- مجدي وهبة (معجمي مصري، 1925 – 1991)
- مجدي يعقوب (دكتور جراحة القلب مصري، 16 نوفمبر 1935 – )

## وصلات خارجية
- موسوعة السلطان قابوس لأسماء العرب